# Иероглифы императрицы У
Иероглифы императрицы У, цзэтяньские иероглифы (кит. трад. 則天文字, упр. 则天文字, пиньинь zétiān wénzì, палл. цзэтянь вэньцзы) — китайские иероглифы, введённые в обиход единственной китайской правившей императрицей У Цзэтянь для утверждения своей власти. Сами знаки были созданы придворным чиновником по имени Цзун Цинькэ в декабре 689 года. Количество иероглифов в разных источниках варьируется от 12 до 30. Иероглифы насильно внедрялись в период правления У, сразу после её смерти они вышли из употребления (таким образом, по их использованию можно датировать документы).
Несколько знаков, введённых У, сохранились в виде вариантных иероглифов.

## История
У была одной из немногих императриц в истории Китая, за своё правление она провела множество реформ, в частности, изменила регламент костюма и ввела новые письменные знаки. Строго говоря, они не были придуманы с нуля, в них присутствовали части более ранних иероглифов.
История правления У описана в Книге Тан.

## Примеры
| Исходный знак | Пиньинь, транслитерация, перевод   | Новый знак | Более крупное изображение         | Unicode | Комментарии |
| ------------- | ---------------------------------- | ---------- | --------------------------------- | ------- | --- |
| 照            | zhào, чжао Чжао, светить, отражать | 曌         |                                   | U+66CC  | Имя императрицы, «照» записано с помощью элементов 日, 月, 当, 空. Солнце и луна (первые два) символизируют инь и ян. |
| 照            |                                    | 瞾         | Вариант иероглифа на строчке выше | U+77BE  | Ошибочный вариант первого иероглифа.                                                                                  |
| 天            | tiān, тянь небо, небеса            | 𠑺         |                                   | U+2047A | Первый вариант замены иероглифа 天 на чжуаньшу.                                                                       |
| 天            |                                    | 𠀑         |                                   | U+20011 | Другой вариант 天. |
| 地            | dì, ди земля                       | 埊         |                                   | U+57CA  | Замену иероглифу «地» (земля) создали из элементов «гора», «вода» и «земля».                                          |
| 日            | rì, жи солнце, день                | 𡆠         |                                   | U+211A0 | Обозначает трёхногую ворону — символ Солнца                                                                           |
| 月            | yuè, юэ луна, месяц                | 囝         | Zetian version of 月              | U+56DD  | Замена 月 (Луна). Изображает лунного кролика на Луне                                                                  |
| 月            |                                    | 𠥱         |                                   | U+20971 | Другой вариант иероглифа 月.                                                                                          |
| 星            | xīng, син звезда                   | 〇         |                                   | U+30077 | Круг должен был означать «星», звезду. В современном китайском означает иероглифический ноль.                         |